# Montdidier (Somme)
Montdidier (in piccardo Montdidji) è un comune francese di 6 205 abitanti situato nel dipartimento della Somme nella regione dell'Alta Francia.

## Società

### Evoluzione demografica
Abitanti censiti